# Braulio Foz

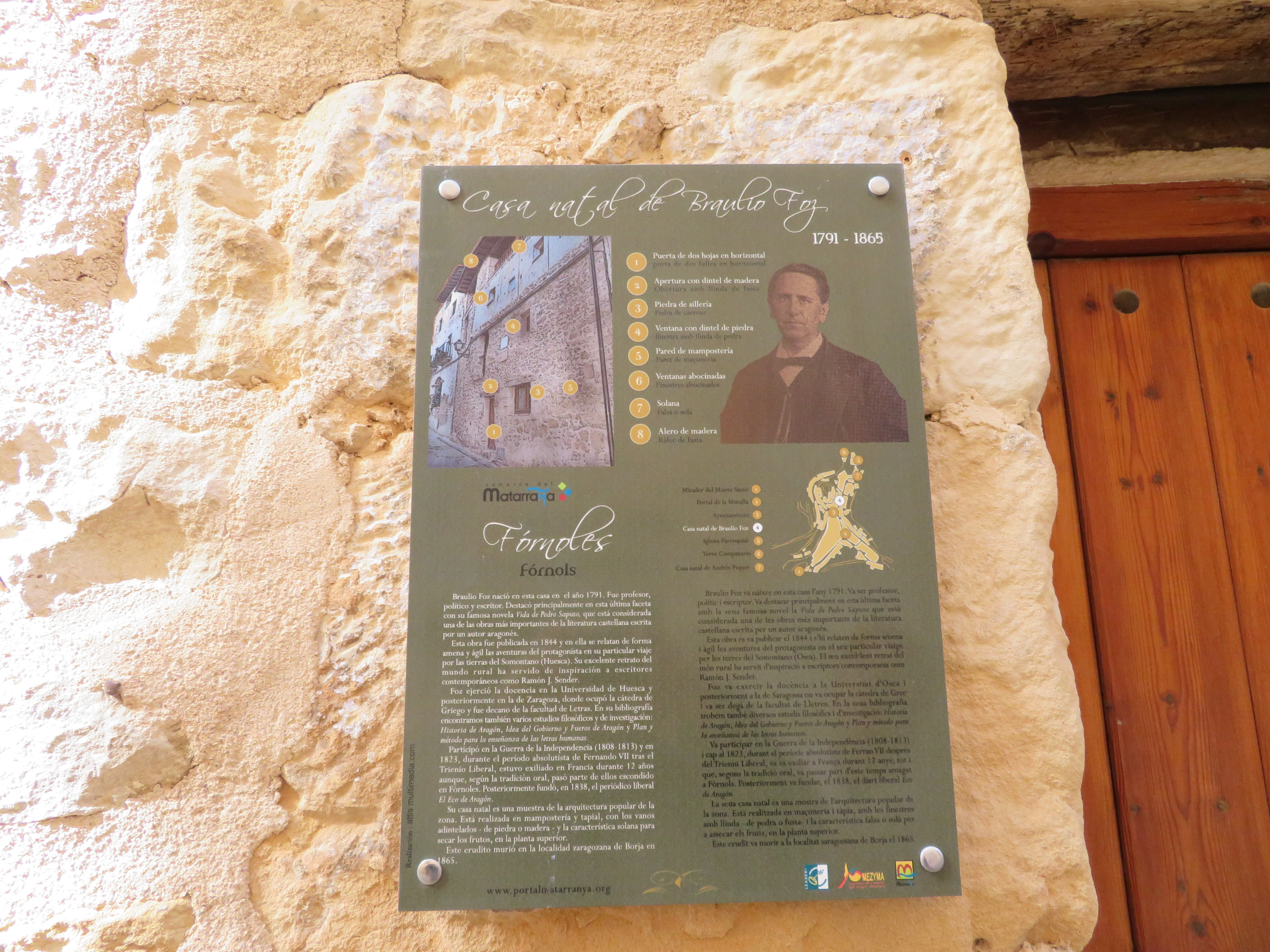
Casa natal del escritor y periodista aragonés Braulio Foz Burges, Fórnoles, Teruel.

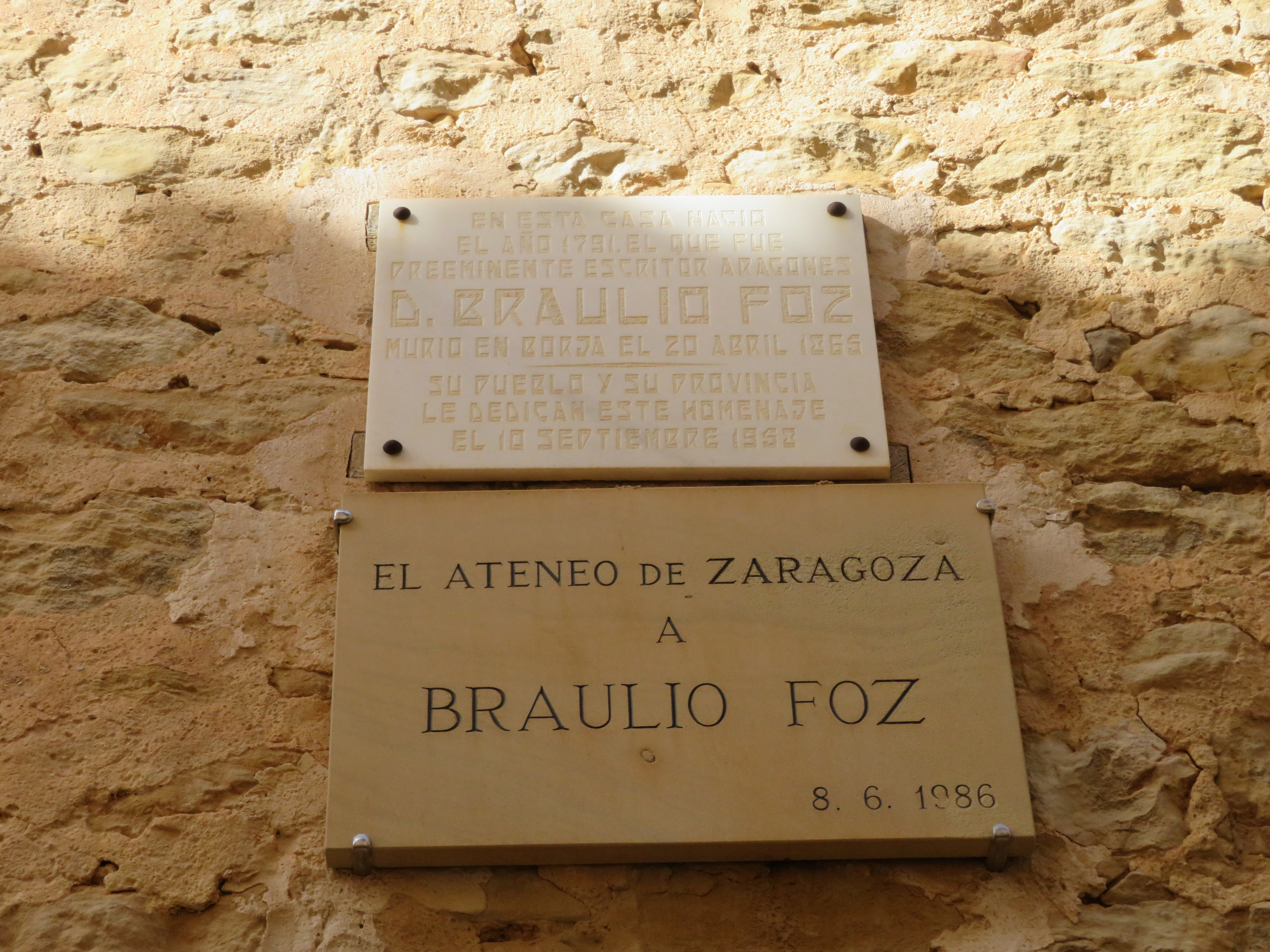
Casa natal del escritor y periodista aragonés Braulio Foz Burges (Fórnoles, Teruel).

Braulio Foz y Burges (1791, Fórnoles, Teruel - 20 de abril de 1865, Borja, Zaragoza) fue un escritor y periodista aragonés.

## Biografía

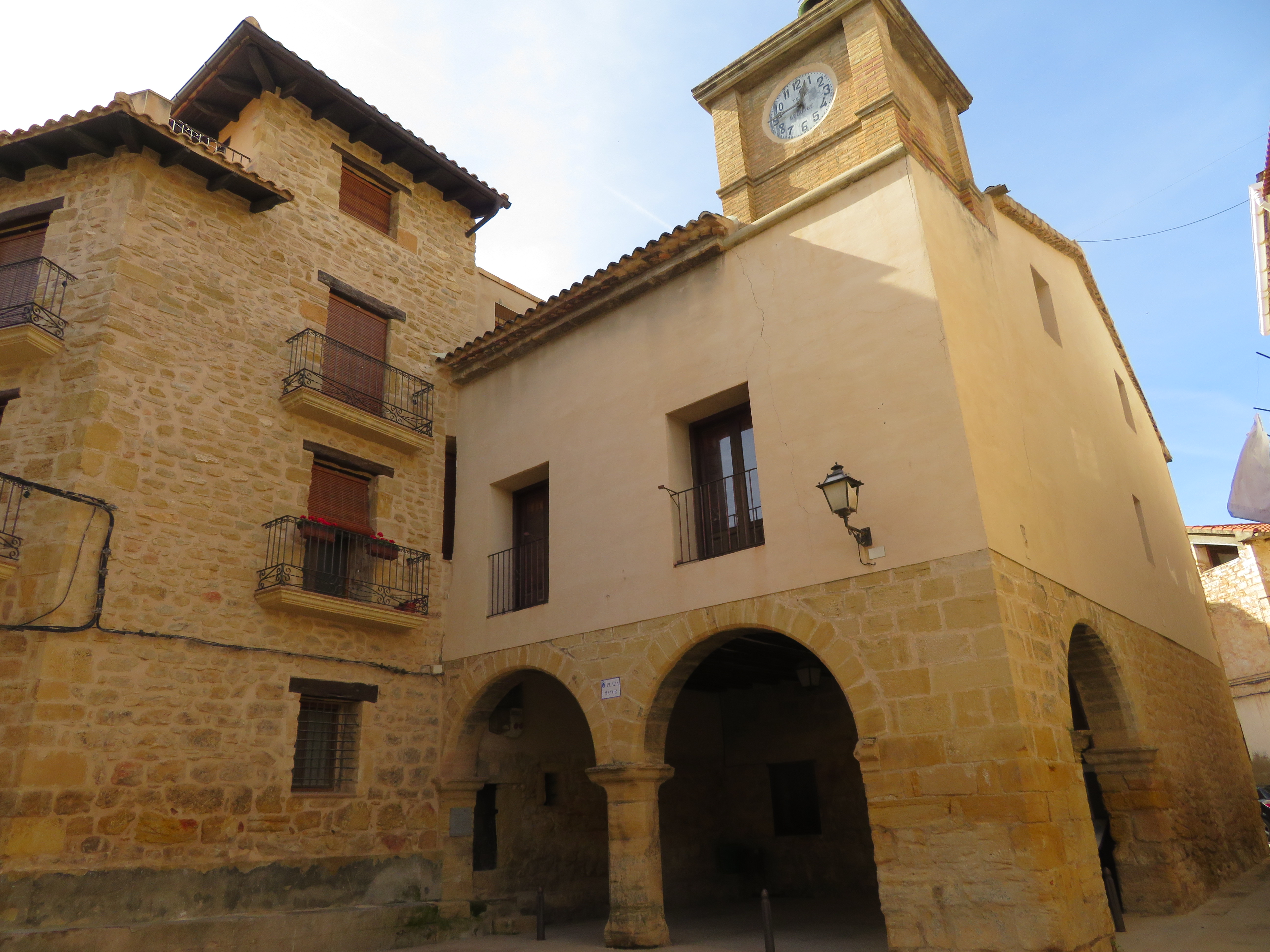
Fórnoles, Teruel.

Estudió Humanidades en Calanda y en la Universidad de Huesca, ciudad en la que luchó contra la invasión francesa durante la Guerra de la Independencia a las órdenes del guerrillero Felipe Perena y, tras distinguirse en la acción de Tamarite de Litera, fue preso en el sitio de Lérida y conducido a Francia.
Después de la guerra, volvió a Huesca y entre 1814 y 1816 dictó la cátedra de Latinidad en la Universidad Sertoriana de dicha ciudad. Pasó un largo periodo enseñando retórica y latinidad en Cantavieja (Provincia de Teruel) y en 1822 ganó la cátedra de Griego en la Universidad de Zaragoza, que recuperó en 1835, porque, con el final del Trienio Constitucional en 1823, tuvo que emigrar por sus ideas liberales otra vez a Francia, donde estuvo 12 años exiliado hasta la muerte de Fernando VII. A su regreso, se reintegró a la docencia: ocupó el decanato de la Facultad de Letras zaragozana en 1861 y se jubiló en 1862. En 1838 fundó El Eco de Aragón, el más interesante de los periódicos liberales de los años cuarenta, que redactaba casi por completo y que le valió no pocos problemas por la censura, especialmente la eclesiástica, y las polémicas que levantó, hasta el punto de que tuvo que abandonarlo en 1842; sin embargo sólo muy tarde se pudo librar de la amenaza de una deportación a Filipinas, que todavía pendía sobre su cabeza en 1848 y que al cabo sus amigos consiguieron evitar.
Escribió más de medio centenar de obras sobre temas muy varios. Por ejemplo, sobre lenguas clásicas y su enseñanza: Plan y método para la enseñanza de las letras humanas, 1820; Arte latino sencillo, fácil y seguro, 1842; Literatura griega, 1849 y Método para enseñar la lengua griega, 1857. Sobre cuestiones jurídicas, defendiendo el iusnaturalismo o interpretación de la ley según los principios del derecho natural, interpretación más romántica e igualitaria que la consuetudinarista: El verdadero derecho natural, 1832; Los derechos del hombre deducidos de su naturaleza y explicados por los principios del verdadero derecho natural, 1834; Derecho natural Civil, Público, Político y de Gentes, 1842... Hizo gala de su conocimiento histórico en Palabras de un vizcaíno, 1835, donde refuta las tesis de Augustin Chaho sobre los vascos expuestas en un libro de 1834, así como en la corrección y aumento de la Historia de Aragón de Antonio Sas, al que añadió un quinto tomo, Del Gobierno y Fueros de Aragón, 1850. Dedicó sus últimos años a investigar sobre la Religión, siempre desde un punto de vista racionalista y anticlerical: Cartas de un filósofo sobre el hecho fundamental de la religión, 1858; Reflexiones a M. Renán, 1863; y Los fraciscanos y el Evangelio, 1864. 
También cultivó el teatro, en especial la escritura de comedias, la mayoría aún inéditas. Entre estas destacan por la curiosidad del asunto tres piezas teatrales que tratan sobre la homeopatía. Sin embargo, su lugar en la posteridad se debe a la publicación en 1844 de una celebérrima novela, su Vida de Pedro Saputo, natural de Almudévar, hijo de mujer, ojos de vista clara y padre de la agudeza. Sabia naturaleza su maestra, conocida como Vida de Pedro Saputo. En ella se dibuja el retrato de un personaje del folklore oscense, de Almudévar, atestiguado como tal en el siglo xvi. Pedro Saputo era célebre por su astucia y Foz le convierte en el protagonista de un relato de raigambre picaresca, enlazando aventuras, dichos, facecias y burlas con un estilo que debe mucho a Cervantes. Las ideas de Braulio Foz sobre la vida (el estoicismo, la búsqueda de lo «natural», la crítica desenvuelta y el anticlericalismo) provienen del Siglo de Oro, aunque han pasado por el tamiz de la Ilustración. Sin embargo, la Vida de Pedro Saputo no paga el peaje de lo «pintoresco» del costumbrismo decimonónico, la moda de su tiempo.
La ambientación geográfica es claramente regional, sin embargo, la temporal es indeterminada. Esta ambigüedad en la localización temporal entronca con la ficción cervantina, puesto que no hay un telón de fondo histórico, sino tradicional y popular.

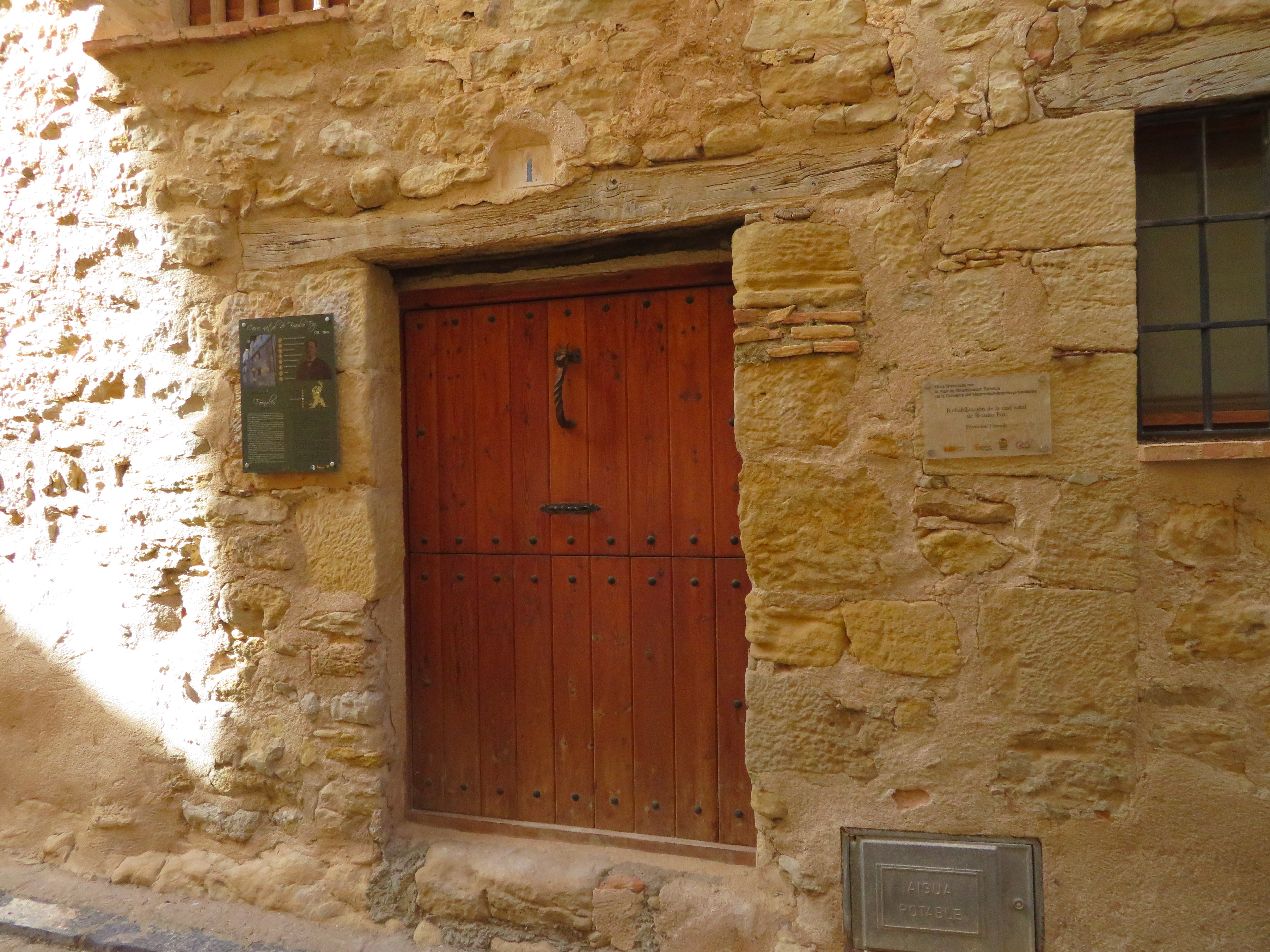
Casa natal del escritor y periodista aragonés Braulio Foz Burges (Fórnoles, Teruel).

Por la habilidad y el gracejo de su estilo, por la creación de un personaje lleno de vitalidad y humanismo, esta novela es la más importante de la narrativa aragonesa en el siglo xix y una de las obras más originales de la literatura española de la primera mitad de dicho siglo.

## Obra
- Plan y método para la enseñanza de las letras humanas, 1820.
- Palabras de un vizcaíno a los liberales de la reina Cristina, que ha publicado en París M. J. A. Chaho, traducidas y contestadas por don B. Foz, 1835.
- El testamento de don Alfonso el Batallador, 1840, drama.
- Arte latino sencillo, fácil y seguro, 1842.
- Vida de Pedro Saputo (1844).
- Literatura griega, 1849.
- Historia de Aragón (Revisión y ampliación con un quinto tomo titulado Idea del Gobierno y Fueros de Aragón de la Historia de Aragón de Antonio de Sas, 1850).
- Método para enseñar la lengua griega, 1857.
- El verdadero derecho natural, 1832.
- Los derechos del hombre deducidos de su naturaleza y explicados por los principios del verdadero derecho natural, 1834.
- Derecho natural Civil, Público, Político y de Gentes, 1842.
- Cuestiones cosmogónico-geológicas, 1854.
- Cartas de un filósofo sobre el hecho fundamental de la religión, 1858.
- Reflexiones a M. Renán, 1853.
- Novísima Poética, 1859.
- Los fraciscanos y el Evangelio, 1864.